# Consolidated PBY Catalina
De Consolidated PBY Catalina (NAVO-codenaam: Mop), kortweg Catalina of Canso genoemd, is een door het Amerikaanse bedrijf Consolidated Aircraft ontworpen vliegboot uit 1935. De Catalina werd door onder andere de Amerikaanse marine, de RAF, de Russische en Canadese strijdkrachten gebruikt in de jaren vanaf 1936 tot na de Tweede Wereldoorlog. Het is met circa 4051 exemplaren het meest gebouwde watervliegtuig. De oudste varianten waren watergebonden, maar latere versies konden ook op vliegvelden landen, dit in tegenstelling tot de Japanse vliegboot de Kawanishi H8K, die enkele jaren later in de lucht kwam.
Tussen 1941 en 1957 waren vliegboten van dit type bij de Nederlandse Marine Luchtvaartdienst (MLD) in gebruik. Het type is tot ver in de tweede helft van de 20e eeuw actief geweest bij diverse luchtmachten. In de jaren 2020 wordt het niet meer militair gebruikt, maar doet nog steeds dienst als blusvliegtuig.

## Bouw
In 1933 stelde de Amerikaanse marine een programma van eisen op voor een vliegboot. Consolidated ging hiermee aan het werk en op 28 maart 1935 maakte een prototype de eerste vlucht. De marine was tevreden met de resultaten en de eerste vliegtuigen werden in 1937 geleverd. Het toestel werd ook aan de Britten geleverd, zij gaven het de naam Catalina, en in licentie gebouwd in de Sovjet-Unie.
Er zijn diverse modellen gebouwd. Tot met de PBY-4 waren het uitsluitend watervliegtuigen en de veranderingen betroffen vooral de motoren. De eerste exemplaren hadden twee motoren van elk 900 pk en dit liep op naar 1200 pk. De PBY-5A kreeg als eerste intrekbare wielen en was daardoor ook op het land te gebruiken. Van de PBY-5 en PBY-5A zijn de meeste exemplaren gebouwd. In januari 1945 kwam nog de PBY-6, uitgerust met radar, in productie.
De Catalina heeft een spanwijdte van 34,32 meter en een lengte van 21,05 meter. De vleugel loopt bovenaan het vliegtuig en heeft aan beide zijden twee vleugelspanlatten en twee schroefpropeller-motoren. Sommige types hebben aan de vleugeluiteinden vlotters om het vliegtuig stabiel te houden tijdens het opstijgen van en landen op het water. Vooraan is de cockpit en daarvoor nog een navigatiepost of mitrailleurskoepel. Aan linker- en rechterkant van de romp bevinden zich ovale koepels, die eveneens van mitrailleurs konden worden voorzien. De bootvormige romp maakt het toestel geschikt voor een landing op het water, en indien de Catalina op een landingsbaan moet landen kunnen een neuswiel en twee zijwielen worden uitgeklapt.
Hij had twee motoren van Pratt & Whitney R-1830 Twin Wasps, beide van 1200 pk. De bemanning bestond uit 7 à 9 man. Zijn maximumsnelheid bedroeg 322 km/h op 2300 meter hoogte. De kruissnelheid bedroeg 210 km/h. Het 'plafond" bedroeg 4900 meter. Zijn actieradius was 4500 km. De bewapening bestond uit drie 0,3-inch en twee 0,5-inch mitrailleurs, plus tot 2000 kg bommen,bijvoorbeeld vier 325 kg dieptebommen of twee torpedo's. Het leeggewicht bedroeg 10.500 kg en beladen gewicht 17.700 kg.

## Inzet
De Catalina vervulde in de Tweede Wereldoorlog vele taken: bommenwerper, opsporing en redding- ,transport- en verbindingsvliegtuig. De meest voorkomende variant is de PBY-5A amfibie-Catalina. De Catalina heeft veel beroemde missies uitgevoerd, die het toestel een belangrijke strategische rol in de oorlog gaf.

### Opsporen Bismarck
Op 24 mei 1941 was een Britse Catalina van 240th squadron gebaseerd te Reykjavik, één van de contacthouders met het Duitse slagschip Bismarck en de zware kruiser Prinz Eugen na de Zeeslag in de Straat Denemarken. De Catalina werd door Duitse het scheepsgeschut beschoten, maar kon ontkomen. Nadat de Duitse schepen hun achtervolgers hadden afgeschud was het een Catalina van 209th squadron gebaseerd te Noord-Ierland die de Bismarck op 26 mei terugvond. Daarna kon de Bismarck door Swordfish torpedotoestellen worden aangevallen, waarna het schip op 27 mei 1941 door slagschepen werd vernietigd.

### Midway
Tijdens de Slag bij Midway zijn er 32 Catalina's gestationeerd op het eiland zelf. Op 3 juni om 04.01 uur stegen 23 Catalina's vanuit Midway op. De uiterste grens van hun zoekactie was 700 mijl, en met een normaal zicht van 25 mijl konden ze elk een sector van 8 graden van de cirkel rondom Midway afzoeken. Zo waren de 23 toestellen in staat een halve cirkel met de straal van 700 mijl, waarvan Midway het middelpunt was, te verkennen.

Om 08.48 uur kon een eerste Catalina een Japans mijnenveger eskader ontdekken en even later vond een tweede Catalina de Japanse invasievloot. Door deze rapporten wisten de Amerikanen dat de verwachte aanval op Midway begonnen was en konden ze hun vliegdekschepen in de juiste positie brengen om de volgende dag een aanval op de Japanse vliegkampschipstrijdmacht uit te voeren. Tijdens de nacht voerden vier Catalina's een torpedoaanval uit op de invasiestrijdmacht. Hoewel ze nog geen ervaring hadden met het lanceren van torpedo's, troffen ze toch een Japanse tanker en sloegen een gat in de bakboordzijde van de Akebono Maru. Ze vielen de vloot aan beneden de maan, zodat de Japanse schepen zich duidelijker aftekenden. Op 4 juni voerden de Catalina's ook verkenningsvluchten uit. Om 05.20 uur vinden ze de Japanse vliegkampschepen en kunnen de positie doorgeven zodat de Amerikaanse vliegkampschepen hun aanval kunnen lanceren.

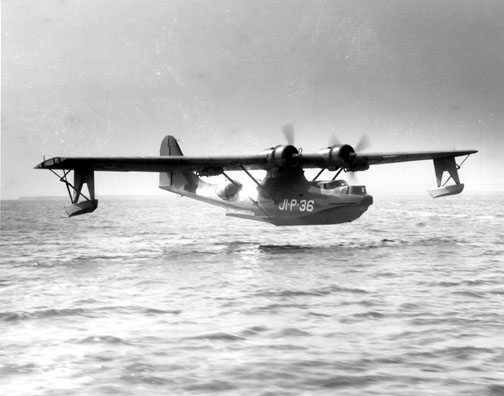
PBY Catalina tijdens de landing op NAS Jacksonville tijdens WWII.

## Nederlandse inzet
De Catalina’s werden ook door Nederland gebruikt, namelijk door de MLD in Nederlands-Indië en aldaar ingezet in de periode 1942-1957. Zij werden vliegboten genoemd en hadden de bijnaam Cats. Deze toestellen werden ingezet voor verkennings- en konvooibeschermingsvluchten, het redden van schipbreukelingen, het overbrengen van manschappen (en hun gezinnen), en goederen.

Tekeningen van een PBY-6A.

### Tweede Wereldoorlog
Reeds omdat de MLD in 1937 al belangstelling voor dit toestel had en ook doordat de geallieerde bondgenoten al met dit type toestel vlogen, kon een snelle keuze voor de PBY worden gemaakt. In 1942 werden 36 Catalina-vliegboten en nog eens 12 van die vliegboten in een verbeterde uitvoering besteld. De 36 kregen de registratienummers Y-38 t/m Y-73 toegewezen. Hiervan kwamen er 35 in Nederlands-Indië aan, omdat een toestel, de Y-68, bij de Japanse aanval op Pearl Harbour, waar die op dat moment gestationeerd was, verloren ging. De toestellen kwamen in dienst bij de MLD, wat inhield dat het personeel moest worden getraind in het vliegen; het onderhoud van de toestellen moest gebeuren door technici die nog moesten worden opgeleid. De andere bestelde twaalf, met registratienummers Y-74 t/m Y-85 zijn nooit geleverd, door het uitbreken van de Tweede Wereldoorlog in het Aziatische deel van de wereld.

### Stationering
De stationering van de toestellen vond plaats op de al bestaande vliegvelden, maar ook bij benzinedepots, waarvan sommige van schuilplaatsen waren voorzien. Morokrembangan was het grootste vliegkamp gebleven — kleinere lagen in Tanjung Priok, bij Pontianak, Balikpapan en Tarakan (op en bij Borneo), op het Meer van Tondano, dicht bij Menado (op Celebes), op het Tobameer op Noord-Sumatra, en op het eiland Ambon.

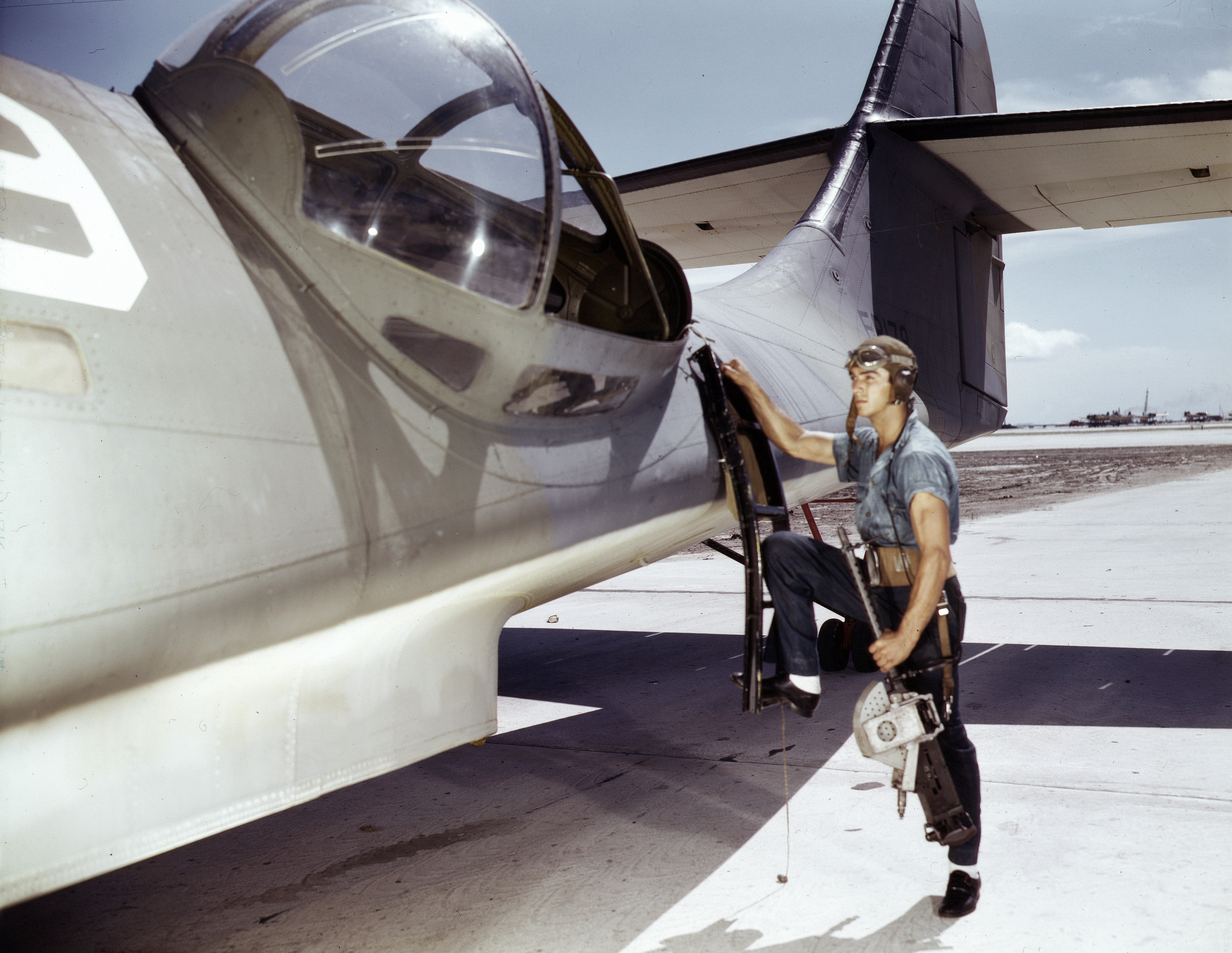
Koepel aan de zijkant van de romp.

### Redden van schipbreukelingen
Na het torpederen van de Hr. Ms. Van Nes en de Hr. Ms. Sloet van de Beele werden hiervan de schipbreukelingen gered door de Catalina’s (in totaal 324).

#### Van Imhoff
Bij de ramp met de Van Imhoff werd de Catalina Y-63 erop uitgestuurd drenkelingen uit zee op te pikken, maar door een te hoge zeegang lukte het met deze vliegboot niet en werden voor deze actie de gemilitariseerde sleepboot Pief en het s.s. Boelongan ingezet.

### Personentransport
De Catalina's werden ook gebruikt voor het overbrengen van manschappen en hun gezinnen naar veiliger gebieden.

#### Ramp van Broome
Op 1 maart 1942 vaardigde Generaal Helfrich het evacuatiebevel uit, dat inhield dat alle vliegtuigen, dus ook de Catalina’s moesten vertrekken naar gebied buiten Nederlands grondgebied met aan boord alle boordpersoneel en zoveel mogelijk technici. Op de Australische luchtmachtbasis Broome waren reeds zes Catalina’s aangekomen in de vroege ochtend van 3 maart 1942 en rond 9 uur volgden samen met andere MLD-vliegtuigen nog drie volgepakte Catalina’s, die vlak voor de kust op zee neergestreken waren. Kort hierop verschenen Japanse Zero-1 jachtvliegtuigen, die onmiddellijk het vuur openden op zowel de reeds op land gestationeerde als op de net op zee gelande Catalina’s. Uit deze laatste, brandende vliegtuigen wist een aantal bemanningsleden te ontsnappen, terwijl anderen omkwamen. Er vielen 32 gewonden en 48 kwamen om, terwijl slechts 10 stoffelijke overschotten konden worden geborgen.

### Verdere verloop
In december 1941 waren er nog twintig Catalina’s over en die werden in een groep op Tandjong Priok en twee groepen op Ambon gestationeerd, waarvan er nog zeven, respectievelijk elf vlieggereed waren. Vlak voor de landing van de Japanners op 31 januari 1942 op Ambon, vertrok de laatste Catalina (Y-45) van het eiland, waarmee op last van Tjarda van Starkenborgh, de Indonesische vrijheidsstrijders Hatta en Sjahrir werden meegenomen naar het op Java gelegen Soekaboemi om daar in beperkte vrijheid hun tijd door te kunnen brengen. Het toestel kwam uiteindelijk na veel storingen in Australië aan.

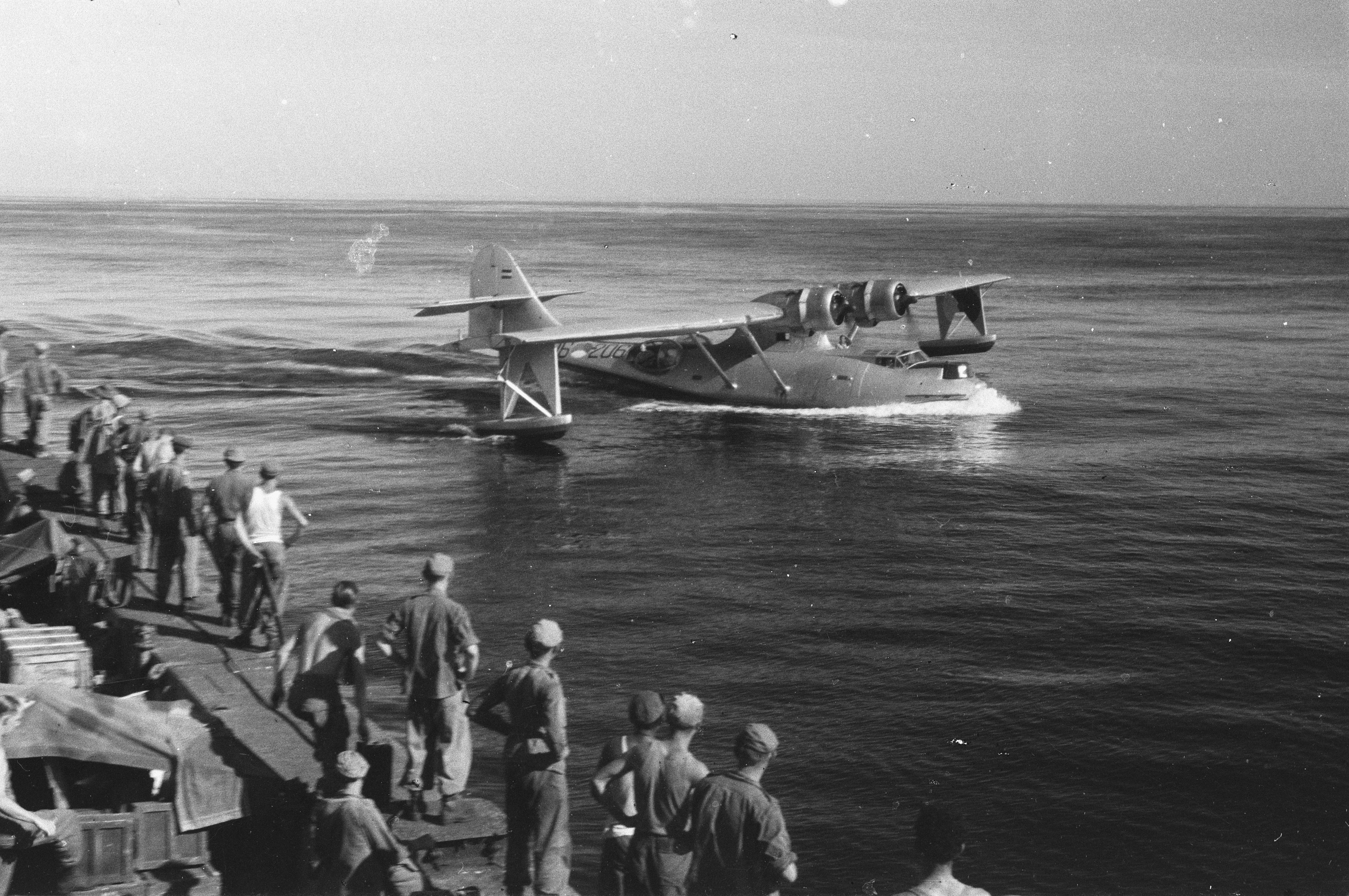
Een Catalina van de MLD strijkt neer naast de LCT's die de troepen vervoerden voor de Operatie Zeeslang, een landing bij Laboehan Bilik op Noord-Sumatra (Nederlands-Indië, 19 december 1948)

Van alle Catalina’s waren nog maar vier naar Ceylon (MLD-squadron 321) en één naar Australië uitgeweken toestellen over. Vanuit Amerika waren er echter nog vier Catalina’s die Indië nog niet hadden kunnen bereiken onderweg naar Australië, terwijl op 6 en 8 maart nog twee op Java gestationeerde toestellen eveneens naar Australië uitweken.

### Indonesische vrijheidsoorlog en daarna (1945-1957)
Na de capitulatie van Japan op 15 augustus 1945 werd de MLD weer formeel opgericht, waarbij de overgebleven toestellen direct onder de MLD vielen.
Na de Soevereiniteitsoverdracht van Nederlands-Indië aan de Indonesische regering in 1949, bleef voor Nederland alleen nog West-Papoea / Nederlands-Nieuw-Guinea over. Hier werden de Catalina’s gestationeerd. In Nederland werden de Catalina's gereviseerd en onderhouden door vliegtuigfabriek Aviolanda in Papendrecht.

### Museumexemplaar in Nederland

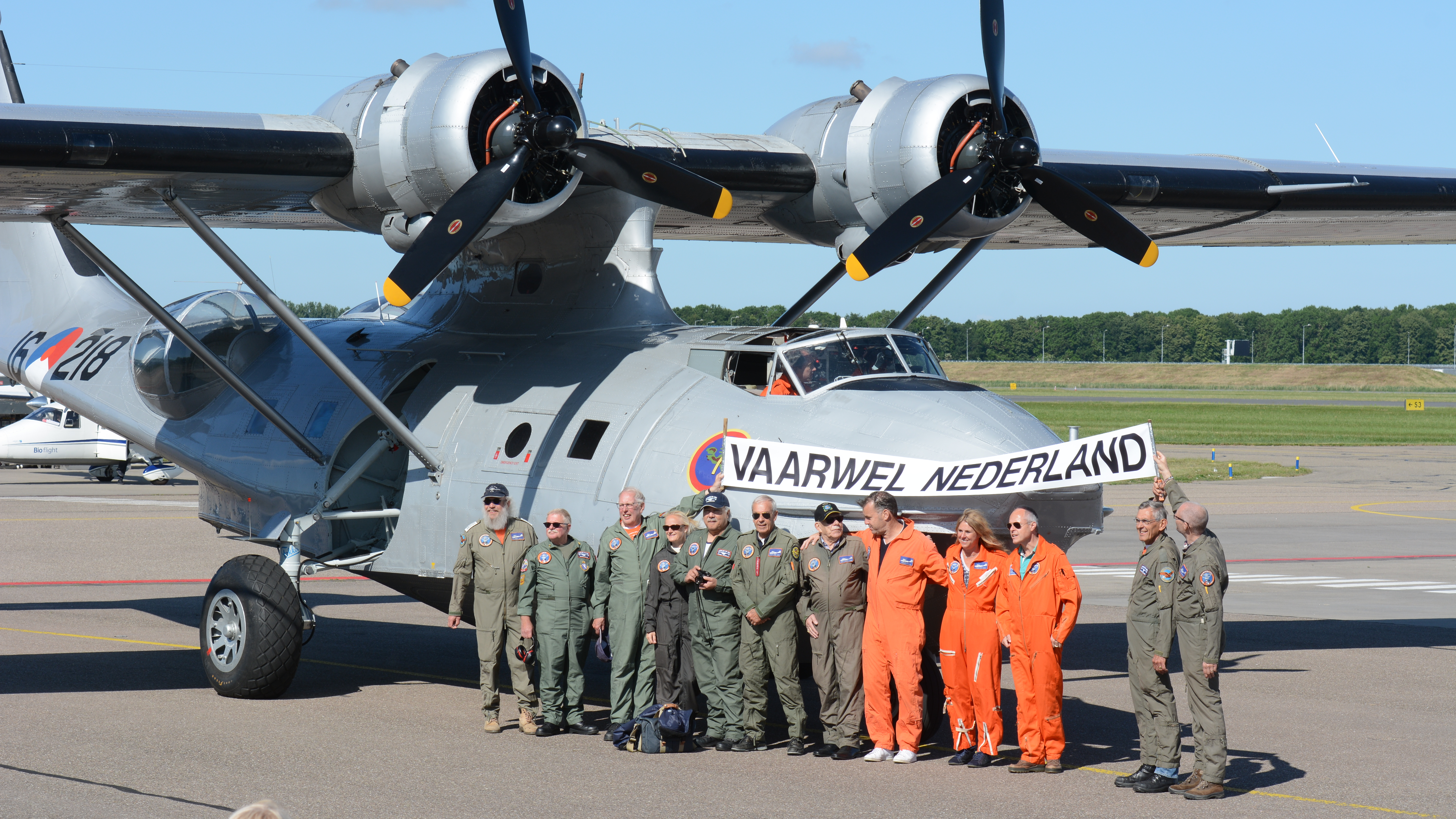
De PH-PBY op 29 mei 2019 bij het vertrek uit Nederland

De Stichting Exploitatie Catalina (SEC) kocht een Canadees blusvliegtuig aan en bouwde dit om tot kopie van de NL-Catalina’s, met als doel een tastbaar aandenken te hebben aan de toenmalige Catalina’s. Het betreft de zogenaamde '2459' die beschouwd wordt als het meest succesvolle patrouillevliegtuig van de gehele geallieerde krijgsmacht, waar ook ter wereld, omdat hij drie onderzeeboten tot zinken heeft gebracht. Het toestel kreeg de registratie “PH-PBY”. Met dit watervliegtuig werden regelmatig vluchten georganiseerd. Door verschillende oorzaken werd het voor SEC steeds moeilijker de machine in de lucht te houden. In 2017 stond hij het grootste deel van het seizoen aan de grond, eerst door een kapotte motor, later door een voorzorgslanding met ingetrokken neuswiel . Deze dubbele pech resulteerde er bovendien in dat de typerating van de betrokken vliegers verliep. Extra trainingsuren waren vereist met alle kosten van dien. Er diende zich nog een tegenvaller aan in de vorm van strengere regelgeving rondom vluchten met betalende passagiers. De SEC was hierdoor tot het afstoten van de "PH-PBY" gedwongen om haar eigen voortbestaan niet in gevaar te brengen. Op 10 oktober 2018 vond de overdracht plaats naar de Collings Foundation te Amerika. Op 5 mei 2019 maakte de "Cat" een laatste afscheidsvlucht boven Nederland en 24 dagen later, op 29 mei, vertrok de vliegboot naar de nieuwe eigenaar.
Stichting Neptune Association begon in 2020 met de restauratie van de PBY (16-212). De restauratie vond plaats in het Nederlands Transport Museum. De PBY is al langer in het bezit van het Nationaal Militair Museum en heeft voor de oprichting hiervan buiten gestaan op het terrein van het Militaire Luchtvaart Museum in Soesterberg. Eerder stond de vliegboot in recreatiepark Bosbad Hoeven.

## Voetnoten
1. ↑  In Canadese dienst stond de vliegboot bekend onder de naam "Canso".